# 萧寘
蕭寘（？—865年），唐朝兰陵萧氏，在唐懿宗在位期间，864年—865年担任宰相（同中書門下平章事）。
蕭寘是南朝梁皇族的后裔，他的高祖父萧嵩和祖父萧复都当过宰相。蕭寘任宰相之前的经历几乎没有记载，仅知大约武宗、宣宗年间曾充翰林学士。《旧唐书》和《新唐书》一般有宰相的传，却都没有他的传。但《新唐书》他祖父萧复的传提到他：
复子偡。偡子寘，咸通中位宰相，无显功，史逸其传。
咸通五年四月（864年），兵部侍郎、判户部蕭寘被唐懿宗任命为同中書門下平章事。咸通六年三月（865年，存疑），中书侍郎、同平章事蕭寘去世。蕭寘之子萧遘后来在唐僖宗的时候任宰相。

## 备注
1. ↑  蕭寘曾为866年逝世的惠安皇后撰写墓志[4]，未知两人逝世年份，哪一个是错误的。